# Villa Bakhar Etchea
La villa Bakhar Etchea est située rue des Pêcheurs à Hendaye en France. L'immeuble a été inscrit au titre des monuments historiques en 2010.

## Historique
Nommé au commandement de la station navale d'Hendaye en 1891, Pierre Loti s'installe dans cette maison, alors sans commodités, lui donne le nom de Bakhar Etchea (« La maison du solitaire ») en 1899 avant de l'acquérir en 1903. Il y fait exécuter de gros travaux pour en améliorer le confort et lui donner un aspect plus « basque ». 
La maison restera un lieu de villégiature où il pourra  recevoir des personnalités de son époque. 
Il y meurt le 10 juin 1923.
Le bâtiment est inscrit au titre des monuments historiques par arrêté du 16 décembre 2010. L'inscription concerne la totalité de la villa avec ses terrasses, ses tourelles et son jardin.

## Architecture
La façade arrière surplombe la Bidassoa.

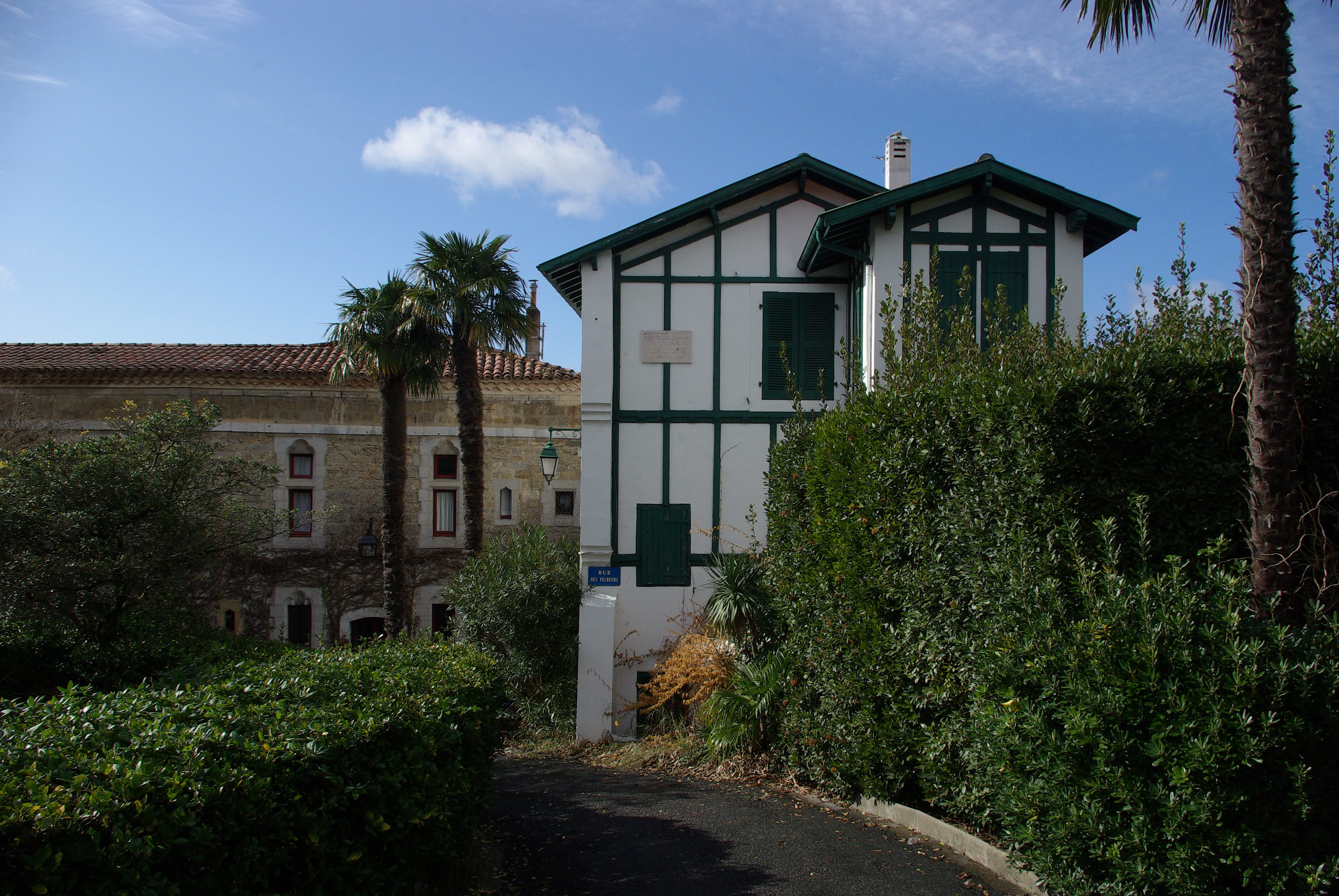
Maison Loti, façade côté rue.